# Brahmagupta
Brahmagupta (n. 598 d. Hr. - d. 665 d. Hr.) a fost matematician și astronom indian. A fost cel mai mare matematician al epocii sale, iar, ca astronom, a condus observatorul astronomic din Ujjain.

## Biografie
S-a născut în orașul Bhinmal (statul Rajasthan, nord-vestul Indiei). 
Nu se cunosc prea multe amănunte despre viața sa.
Se pare că cea mai mare parte a vieții a petrecut-o în Bhillamala (actualul Bhinmal din Rajahstan).
A trăit într-o epocă de înflorire a culturii indiene, când dezvoltarea științelor a fost încurajată și protejată.
S-a inspirat și a continuat operele lui Aryabhata.

## Opera

### Matematică

#### Algebră
Brahmagupta oferă soluțiile generale ale ecuației liniare și ale ecuației de gradul al doilea, pe care matematicienii europeni au descoperit-o cu nouă secole mai târziu.
Brahmagupta a operat fără dificultăți cu numere negative, considerând numerele ca având o existență independentă.
Marele matematician tratează și ecuația diofantică, ecuația lui Pell.

#### Aritmetică
Brahmagupta definește pentru prima dată numărul zero, adunarea și scăderea, stabilește regulile operațiilor elementare cu fracții.
A contribuit la definitivarea sistemului zecimal pozițional de scriere a numerelor în India, așa cum este cunoscut astăzi.

#### Geometrie
Una dintre cele mai cunoscute contribuții în geometrie este formula care îi poartă numele:
Dacă ABCD este un patrulater inscriptibil, atunci aria acestuia este:
{\displaystyle S={\sqrt {(p-a)(p-b)(p-c)(p-d)}}},
unde   {\displaystyle a,b,c,d\,}   sunt lungimile laturilor, iar
{\displaystyle p={\frac {a+b+c+d}{2}}}   este semiperimetrul.
Dacă   {\displaystyle d=0\,}, patrulaterul devine triunghi și obținem formula lui Heron.

#### Trigonometrie
În capitoliul al doilea al lucrării Brahmasphutasiddhanta, capitol intitulat: Adevăratele longitudini planetare, Brahmagupta întocmește un fel de tabel de sinusuri rudimentar.
De asemenea, în anul 665, utilizează ceea ce astăzi se numește formula de interpolare Newton-Stirling pentru a calcula valori intermediare ale sinusului în afara celor existente în tabelul său.

### Scrieri
Brahmagupta a scris patru cărți de matematică și astronomie:
- 624: Cadamekela
- 628: Brahmasphutasiddhanta
- 665: Khandakhadyaka
- 672: Durkeamynarda
- Ridjaganita, în care expune regulile de rezolvare a ecuațiilor liniare cu două necunoscute.

Operele lui Brahmagupta au stat la baza lucrărilor lui Bhaskara și au fost traduse de către Henry Thomas Colebrooke în 1817 și astfel au devenit cunoscute Europei.
Întreaga operă a sa a fost editată în 1902.

#### Brahmasphutasiddhanta
Brahma-sphuta-siddhanta ("Doctrina cea corect stabilită a lui Brahma") este cea mai celebră din scrierile sale.
O mare parte a lucrării este dedicată matematicii și mai ales contribuțiile în acest domeniu.
Tratatul a fost tradus în arabă și publicat în Bagdad în jurul lui 771 și a avut un puternic impact asupra matematicii și astronomiei islamice.

## Convingeri religioase
Brahmagupta aparținea religiei hinduse. Aceste convingeri filozofico-religioase au influențat și scrierile sale. Critică imaginea jainistă asupra universului sau alte opinii, cum ar fi cele ale lui Aryabhata (476 î.Hr. - 550 d.Hr.), care susținea ideea mișcării Pământului (în jurul axei și în jurul Soarelui), concepții cu care Brahmagupta nu este de acord.